# Czepek Gábor
Czepek Gábor (Győr, 1981. május 12. –) magyar jogász, az Energiaügyi Minisztérium államtitkára, korábban az MVM elnök-vezérigazgatója.

## Életpályája
2004 és 2008 között a Győr-Moson-Sopron Megyei bíróságon  bírósági fogalmazó, majd 2009 és 2010 Győr-Moson-Sopron Megyei bíróságon bírósági titkárként dolgozott. 2010 és 2013 között a Közigazgatási és Igazságügyi Minisztérium Magánjogi és Igazságügyi Kodifikációs Főosztályának vezetője volt. 2013-2014-ben a Közigazgatási és Igazságügyi Minisztérium Igazságügyi és Magánjogi Jogalkotásért Felelős Helyettes Államtitkárságának helyettes államtitkáraként dolgozott. Részt vett a Polgári Törvénykönyv, a cégtörvény és egyéb fontos jogszabályok kidolgozásában.
2014-től a Nemzeti Fejlesztési Minisztériumban dolgozott közigazgatási államtitkárként. 2018-tól a Szerencsejáték Zrt. vezérigazgatója  volt, egyben a Magyar Nemzeti Vagyonkezelő Zrt. igazgatóságának munkáját irányította az igazgatóság elnökeként.
2021 szeptemberében lett az MVM Csoport elnök-vezérigazgatója.

## Végzettségei
- 1995-1999 Gimnáziumi érettségi, Czuczor Gergely Bencés Gimnázium, Győr
- 1999-2004 jogász, Eötvös Loránd Tudományegyetem, Állam- és Jogtudományi Kar, Budapest
- 2003-2004 Ösztöndíjas tanulmányút, Universität Regensburg, Juristische Fakultät
- 2008 Európai jogi tanfolyam német nyelven – Magyar BíróképzŐ Akadémia
- 2008 Adótanácsadó – Perfekt Zrt.
- 2009 jogi szakvizsga[2]

## Egyéb  egyesületi és szakmai tagságai
- 2011- Bírósági Végrehajtási Szakvizsga Bizottság – tag
- 2013- Polgári Perjogi Kodifikációs Főbizottság – tag
- 2013- Polgári Perjogi Kodifikációs Szerkesztőbizottság – tag
- 2013- Cégközlöny – főszerkesztő
- 2013- Beck Salamon Alapítvány – kurátor

## Nyelvismerete
német, angol, latin

## Díjai, elismerései
- Miniszteri elismerő oklevél (2011)

## Interjú
szak-ma